# Aradus paganicus
Aradus paganicus är en insektsart som beskrevs av Parshley 1929. Aradus paganicus ingår i släktet Aradus och familjen barkskinnbaggar. Inga underarter finns listade i Catalogue of Life.